# Ökologisches Zentrum Verden

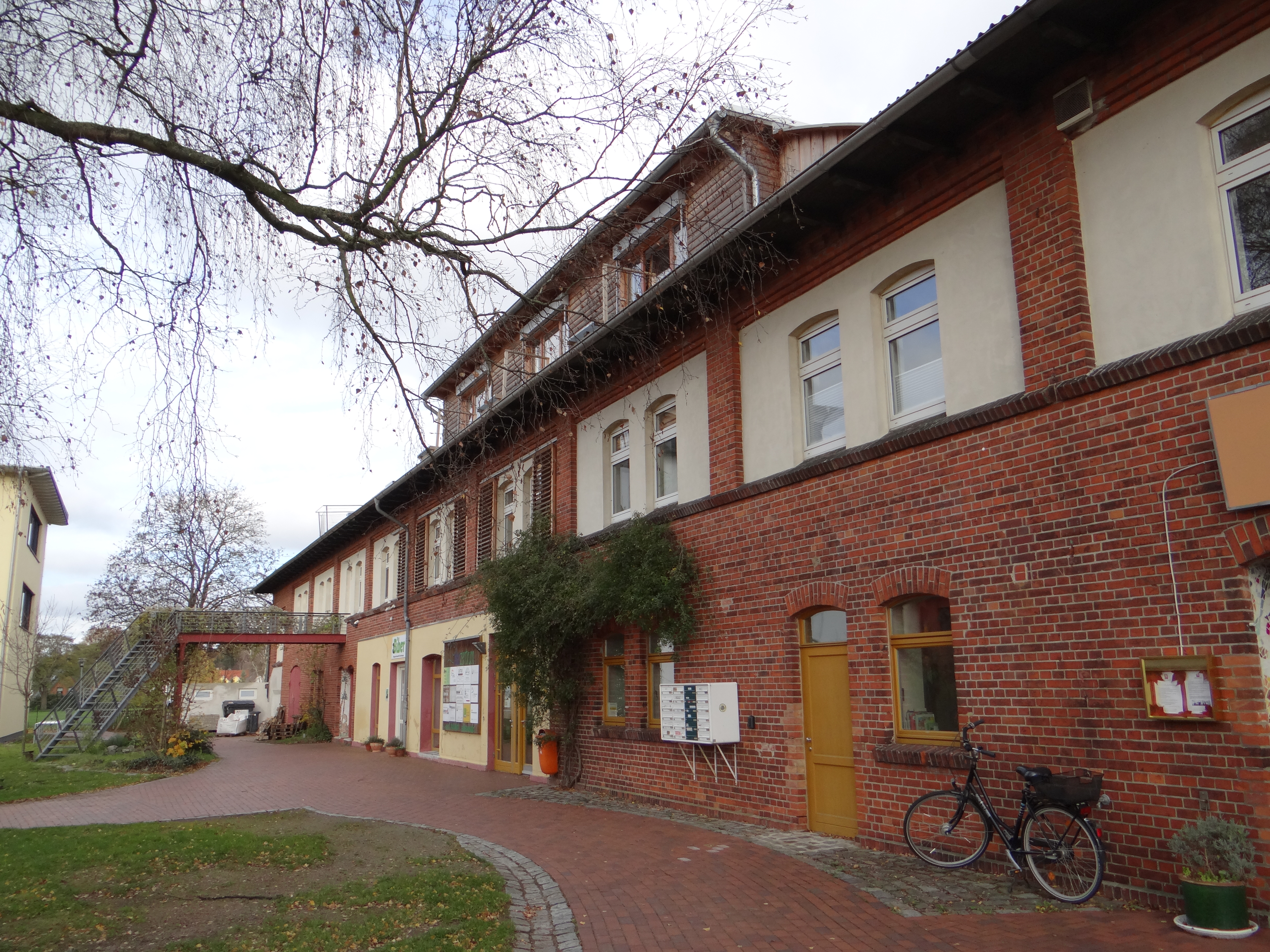
Ökologisches Zentrum Verden

Das Ökologische Zentrum Verden e.V. ist ein selbst verwaltetes Projekt in Verden an der Aller. Es setzt sich aus verschiedenen Betrieben und Einrichtungen im ökologisch-sozialen Umfeld zusammen. Arbeitsschwerpunkte sind ökologisches Bauen sowie Bildungs-
und Jugendarbeit. Der Verein existiert seit 1996 und ist Eigentümer des Gebäudes und Geländes der ehemaligen Kaserne an der Lindhooper Straße, wo er das Ökozentrum betreibt.

## Geschichte und Aktivitäten
Die Entstehung des Ökozentrums geht auf das Konzept der Projektwerkstatt zurück. Neben Initiativen in Lüneburg und Bad Oldesloe entstand aus dem Umfeld von Umwelt-Aktivisten (teilweise in der BUNDjugend organisiert) das Ökozentrum. Gegründet wurde es überwiegend von Studenten. Zur Kerngruppe gehörten Sven Giegold und als eine der wenigen Frauen die Geografin Dagmar Embshoff. Von 1996 bis 1999 wurde das Zentrum aufgebaut, 1997 entstand aus dem Kreis der Aktiven die Ökologische Wohnungsgenossenschaft AllerWohnen eG. Bei der Renovierung des Kasernengebäudes wurden eine Solaranlage, eine Grauwasseranlage und eine biologische Klärgrube installiert. Im Ökozentrum Verden wurden auch Attac Deutschland und Campact gegründet.
Auf dem Gelände steht seit 2015 zudem das Norddeutsche Zentrum für Nachhaltiges Bauen GmbH (NZNB), mit dem Verden zum Knotenpunkt für nachhaltiges Bauen im norddeutschen Raum werden soll. Dessen Errichtung wurde vom niedersächsischen Wirtschaftsministerium aus Mitteln der Europäischen Union mit circa vier Millionen Euro unterstützt. Der Verein Ökologisches Zentrum Verden e.V. ist alleiniger Gesellschafter der GmbH.

## Basisdemokratischer Anspruch
Das Ökozentrum wurde vor dem Hintergrund gegründet, basisdemokratische Entscheidungsstrukturen real zu leben. Alle Mieter haben Stimmrecht und entscheiden gleichberechtigt bei wichtigen Themen. Entscheidungen werden laut Statuten im Konsens getroffen. Bei Konflikten, die nicht gelöst werden können, greift ein außergerichtliches Schiedsverfahren.

## Nutzer

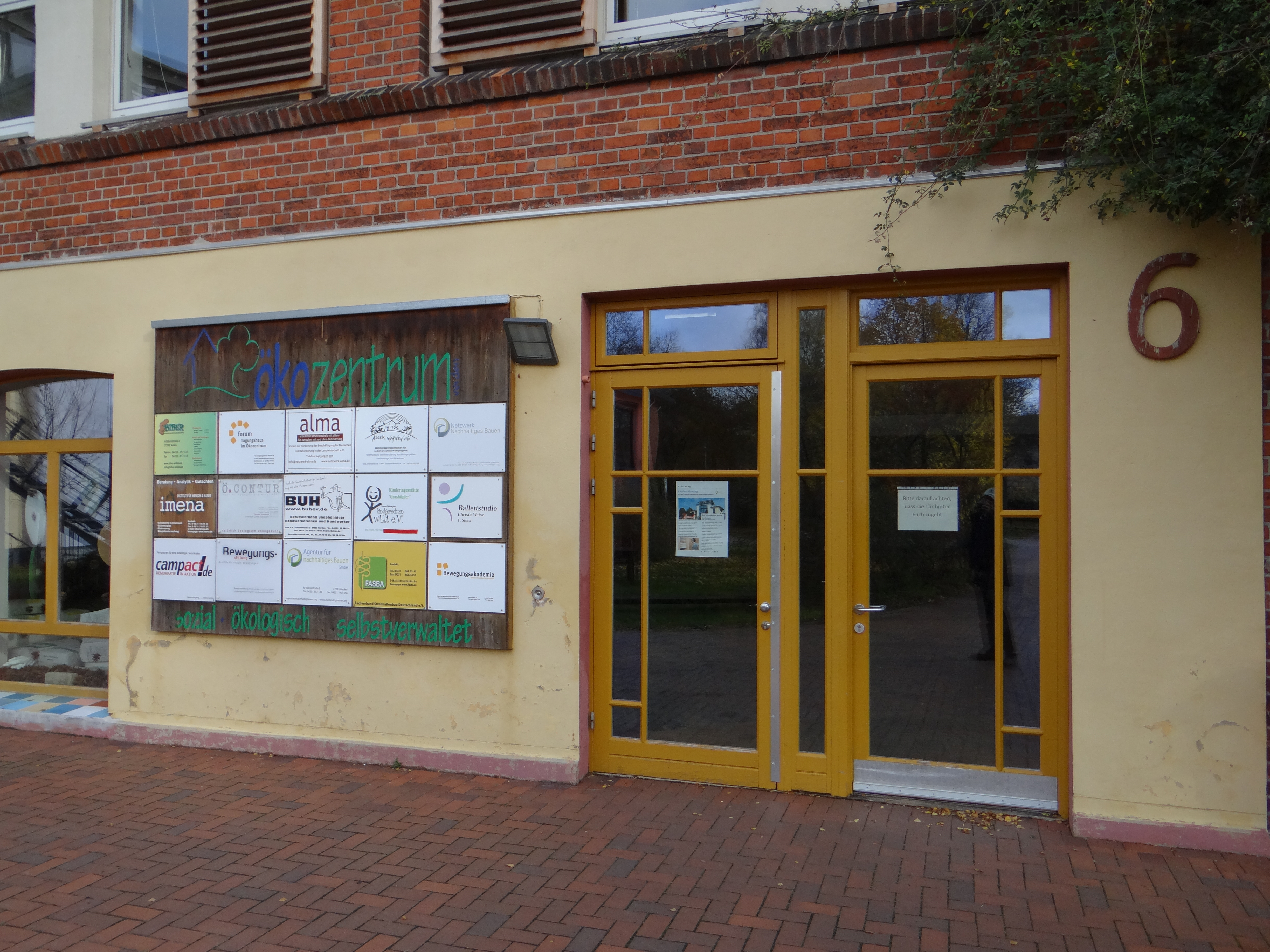
Eingang mit Tafeln der Nutzergruppen (November 2015)

### Betriebe
- Allerwohnen e.G.: Baugenossenschaft für Wohnprojekte
- Norddeutsches Zentrum für Nachhaltiges Bauen
- Ballettstudio polkadot  (ehemals Ballettstudio Christa Weise)
- Biber GmbH, Biologische Baustoffe
- Institut für Mensch und Natur, Beratung, Analytik, Gutachten
- Liekedeeler, Restaurant, Mittagstisch, Partyservice
- ö.contur, Architekturbüro für Baukunst und Natur

### Initiativen
- Bewegungsakademie, Lernen in sozialen Bewegungen
- Bewegungsstiftung, Anstöße für soziale Bewegungen
- BUH e.V., Berufsverband unabhängiger Handwerkerinnen und Handwerker
- Campact – Demokratie in Aktion
- Fachverband Strohballenbau
- Forum – Tagungshaus im Ökozentrum
- Grashüpfer e.V. – Kleine Kindertagesstätte
- imena e.V. – Institut für Mensch und Natur
- Verdener Umweltwerkstatt

### Wohnen
- Wohnprojekt Umbambiba